# Système d'écriture
 (mai 2017).
Si vous disposez d'ouvrages ou d'articles de référence ou si vous connaissez des sites web de qualité traitant du thème abordé ici, merci de compléter l'article en donnant les références utiles à sa vérifiabilité et en les liant à la section « Notes et références ».

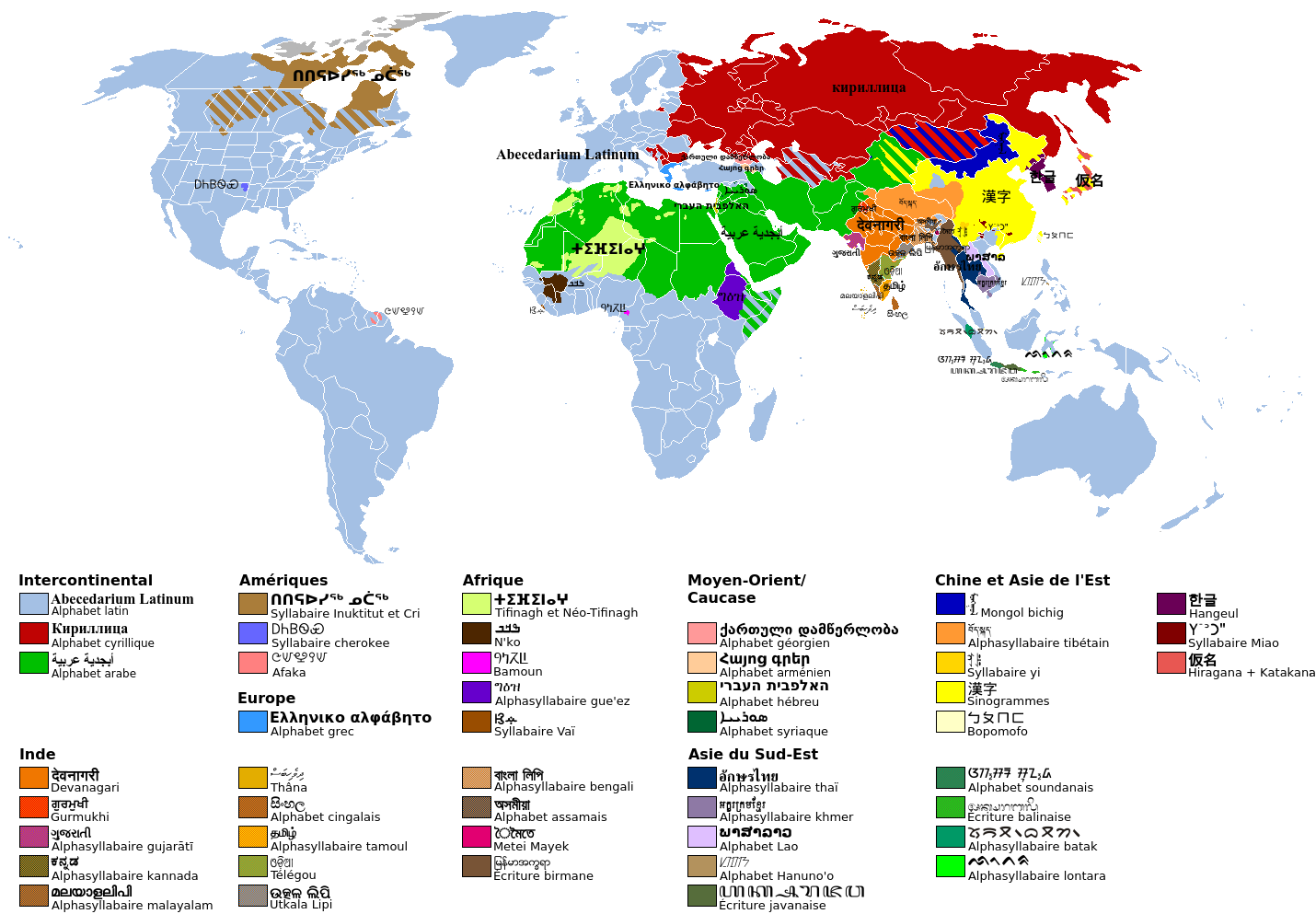
Carte légendée des systèmes d'écriture dans le monde.

Un système d’écriture est un ensemble organisé et plus ou moins standardisé de signes d'écriture permettant la communication des idées.
En général, il s'agit de la transcription de la parole énoncée dans une langue parlée : on parle alors de glottographie. Il existe cependant des systèmes transmettant des idées sans l'intermédiaire direct de la parole : on parle alors de sémasiographie, que tous les spécialistes ne s'accordent cependant pas à considérer comme de véritables systèmes d'écriture ; on parle donc également de pré-écriture ou de proto-écriture. Dans le cas d'un système de signes conçu pour permettre la communication universelle de concepts au-delà de la barrière des langues, on parle spécifiquement de pasigraphie.
Alors que l'écriture et la parole sont utiles pour transmettre un message, l'écriture se différencie comme étant aussi une forme de trace et de transfert de l'information. Le processus d'encodage et de décodage de systèmes d'écriture implique une compréhension partagée des scripteurs et des lecteurs quant à la signification de l'ensemble des symboles ou caractères utilisés pour écrire. L'écriture est généralement tracée sur un médium durable, comme le papier ou un appareil électronique, bien que des méthodes non durables puissent aussi être utilisées, comme l'écriture sur un appareil d'affichage, sur le sable ou dans le ciel.
Les principaux attributs des systèmes d'écriture peuvent se placer dans de larges catégories telles que les alphabets, les syllabaires ou les logogrammes. Tout système particulier peut avoir des attributs de plus d'une des catégories. Dans la catégorie alphabétique, il y a un ensemble standard de lettres (des symboles de base ou graphèmes) représentant des consonnes ou des voyelles qui encodent selon le principe général que les lettres (ou groupes de lettres) représentent des phonèmes. Dans un syllabaire, chaque symbole est lié à une syllabe ou une more. Dans une logographie, chaque caractère représente un mot, un morphème ou éventuellement une autre unité sémantique. D'autres catégories incluent les abjads, qui se différencient des alphabets en ceci que les voyelles ne sont pas indiquées, et les abugidas ou alphasyllabaires, dont chaque caractère représente un appariement consonne-voyelle. Les alphabets utilisent typiquement un ensemble de vingt à trente-cinq symboles pour écrire entièrement un langage, tandis que les syllabaires en ont quatre-vingt à cent et que les logographies peuvent avoir plusieurs centaines de symboles.
Le placement des symboles les uns à la suite des autres de façon que des groupes de symboles puissent être codés en de plus larges amas comme des mots ou des acronymes (généralement lexèmes), permettant ainsi de transmettre bien plus de significations que les symboles eux-mêmes, par le biais de permutations des symboles dans les mots ou acronymes. L'étape de la lecture peut s'accomplir entièrement dans l'esprit en tant que processus interne, ou être exprimée oralement. Un ensemble spécial de symboles appelé ponctuation est utilisé pour structurer et organiser le texte et peut être utilisé pour distinguer les nuances et les variations dans la signification du message qui sont communiquées verbalement par des signaux dans le rythme, le ton, l'accent, la flexion ou l'intonation. Un système d'écriture aura aussi typiquement une méthode pour formater les messages enregistrés qui suivent les règles de la version parlée, comme sa grammaire et sa syntaxe afin que le sens du message à l'attention du lecteur soit préservée précisément.
Les systèmes d'écriture ont été précédés par des proto-écritures utilisant des pictogrammes, des idéogrammes et d'autres symboles mnémoniques. Ils n'avaient pas la capacité de capturer et d'exprimer un éventail complet de pensées et d'idées. L'invention des systèmes d'écriture, qui date du début de l'Âge du bronze à la fin de la période néolithique, à la fin du IVe millénaire av. J.-C. a permis de garder une trace durable et précise de l'histoire des hommes d'une manière non sujette aux mêmes genres d'erreurs que l'histoire orale. Peu après, l'écriture a fourni une forme fiable pour la communication à longue distance. Avec l'arrivée de l'édition, elle est devenue un média pour les premières formes de communication de masse.
La création d'un nouveau système d'écriture alphabétique pour un langage ayant déjà un système d'écriture logographique est appelée alphabétisation, comme lorsque la République populaire de Chine a étudié la perspective d'alphabétisation des langues chinoises avec les écritures latine, cyrillique, arabe et même les nombres, bien que l'exemple le plus courant soit celui de la conversion en écriture latine, appelée couramment romanisation et qui a abouti dans le cas du mandarin à l'écriture pinyin.
En 2014, Nicolas Tournadre indique qu'une cinquantaine de systèmes d'écriture sont en vigueur, chiffre qu’il compare aux 7 000 langues pour souligner la rareté des systèmes d'écriture. Quatre écritures ont plus de 2 000 ans d'ancienneté et une quinzaine plus de 1 000 ans.

## Propriétés générales

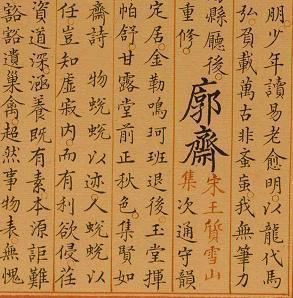
Les caractères chinois (漢字) sont morpho-syllabiques. Chacun d'entre eux représente une syllabe ayant un sens distinct, mais certains caractères peuvent avoir plusieurs sens ou prononciations.

Les systèmes d'écriture se distinguent des autres systèmes possibles de communication symbolique en ce qu'un système d'écriture est toujours associé avec au moins un langage parlé. À l'inverse, des représentations visuelles telles que des dessins, des peintures et des éléments non verbaux sur des cartes, comme des lignes de contours, ne sont reliées à aucun langage. Certains symboles sur des panneaux d'information, comme les symboles pour homme et femme, ne sont pas non plus reliés à un langage, mais peuvent venir à en faire partie s'ils sont souvent utilisés en conjonction avec d'autres éléments de langage. D'autres symboles, comme les chiffres ou l'esperluette (&), ne sont pas directement liés à un langage particulier, mais sont souvent utilisés à l'écrit et doivent être considérés comme faisant partie des systèmes d'écritures.
Tout communauté humaine possède une langue, que beaucoup considèrent comme une condition innée et définitoire de l'humanité. Cependant, le développement des systèmes d'écriture et le processus par lequel ils ont supplanté les systèmes oraux traditionnels de communication, ont été sporadiques, inégaux, et lents. Une fois établis, les systèmes d'écriture changent généralement plus lentement que la langue parlée. Ainsi, ils conservent souvent des traits et expressions qui ne sont plus courants dans la langue parlée. Un des grands avantages des systèmes d'écriture est qu'ils peuvent préserver un trace permanente de l'information exprimée dans une langue.
Tous les systèmes d'écriture requièrent :
- au moins un ensemble d'éléments de base ou symboles, individuellement appelés signes et collectivement nommés écriture ;
- au moins un ensemble de règles et de conventions (orthographe) comprises et partagées par une communauté, qui donne un sens aux éléments de base (graphèmes), à leur arrangement et à leurs relations réciproques ;
- au moins une langue (généralement parlée) dont les constructions sont représentées et peuvent être mémorisées par l'interprétation de ces éléments et règles ;
- quelques moyens physiques de représenter les symboles (gravure dans la pierre, encre sur du papier, etc.) sur un médium permanent ou semi-permanent, afin qu'ils puissent être interprétés (généralement de façon visuelle mais les systèmes tactiles ont aussi été utilisés).

## Terminologie de base

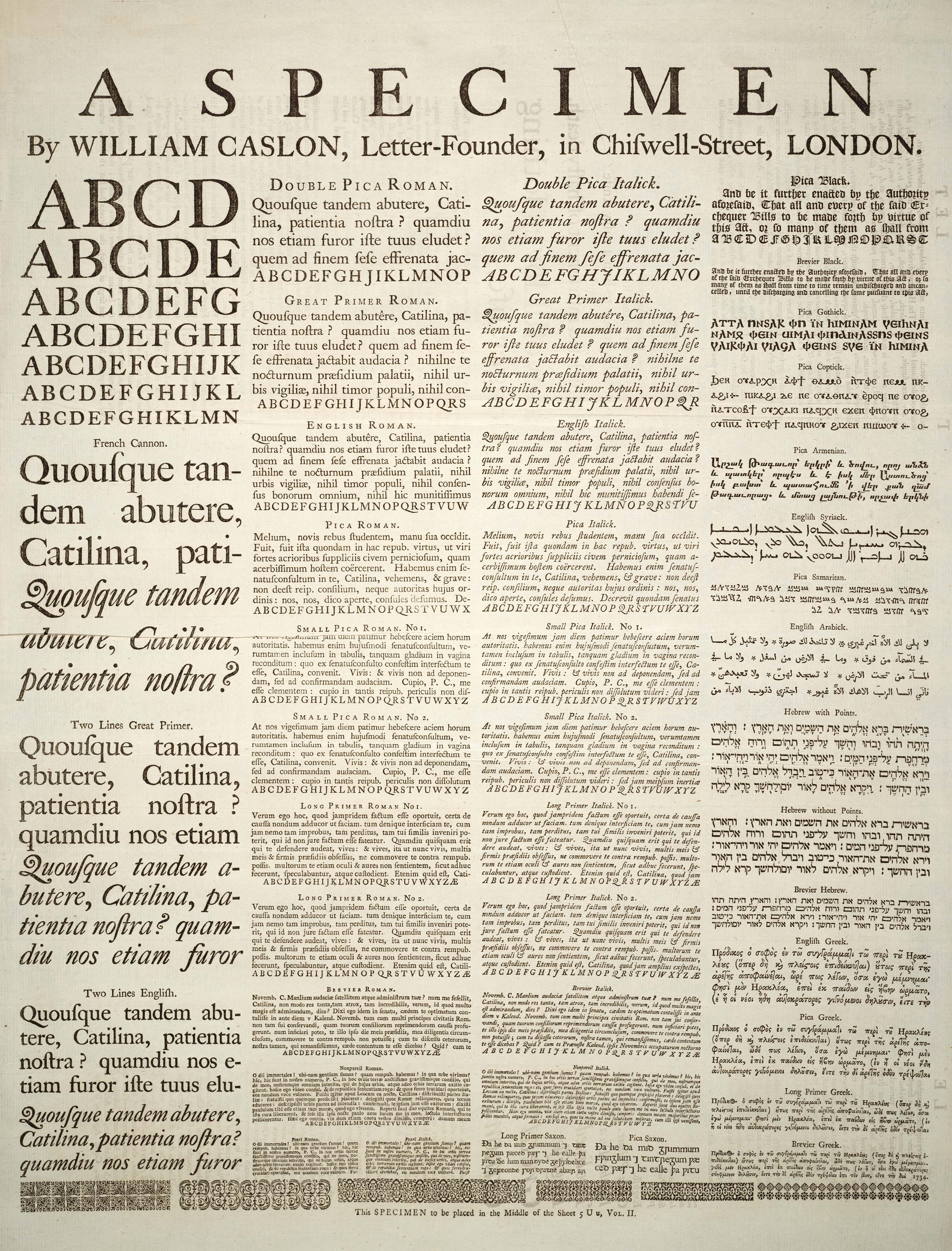
Un Specimen de polices et de styles, de William Caslon, fondeur de lettres ; tiré de la Cyclopaedia de 1728.

Lors de l'examen des écritures individuelles, l'étude des systèmes d'écritures s'est développée indépendamment du reste. Ainsi, la terminologie employée est quelque peu différente entre les différents domaines.

### Texte, écriture, lecture et orthographe
Le terme générique de texte se réfère à un exemple de matériau écrit ou parlé où ce dernier a été transcrit d'une certaine manière. L'acte de composer et de laisser trace d'un texte est appelé écriture et celui de voir et d'interpréter le texte est appelé lecture. L'orthographe fait référence à la méthode et aux règles de la structure écrite observée (sens littéral, « écriture correcte »), et en particulier pour les systèmes alphabétiques, il inclut le concept de l’épellation.

### Graphèmes et phonèmes
Un graphème est une unité spécifique de base d'un système d'écriture. Les graphèmes sont les éléments sémantiques minimaux qui, en tant que groupe, comprennent l'ensemble des « blocs de construction » à partir desquels des textes faits d'un ou plusieurs systèmes d'écriture peuvent être construits, en même temps que des règles de correspondance et d'usage. Le concept est similaire à celui des phonèmes utilisés dans l'étude des langues orales. Par exemple dans le système d'écriture de l'anglais contemporain, basé sur celui du latin, des exemples de graphèmes incluent les formes majuscule et minuscule des vingt-six lettres de l'alphabet (correspondant aux différents phonèmes), des marques de ponctuation (principalement non phonémiques) et quelques symboles supplémentaires tels que ceux qui représentent les chiffres (logogrammes pour les nombres).
Un graphème individuel peut être représenté de nombreuses manières différentes, où chaque variation est visuellement distincte des autres d'une certaine façon, mais sont toutes interprétées comme le « même » graphème. Ces variations individuelles sont connues sous le nom d'allographes d'un graphème (à comparer avec le terme allophone en étude linguistique, ou même allèle en génétique). Par exemple, la lettre minuscule a a plusieurs allographes différents quand selon qu'elle s'écrit comme une lettre cursive, capitale ou tapée. Le choix d'un allographe particulier peut être influencé par le média utilisé, l'instrument utilisé pour écrire, le choix stylistique du scripteur, les graphèmes précédent et suivant dans le texte, le temps disponible pour écrire, le lectorat attendu et les traits largement inconscients de l'écriture manuscrite individuelle.

### Glyphe, signe et caractère

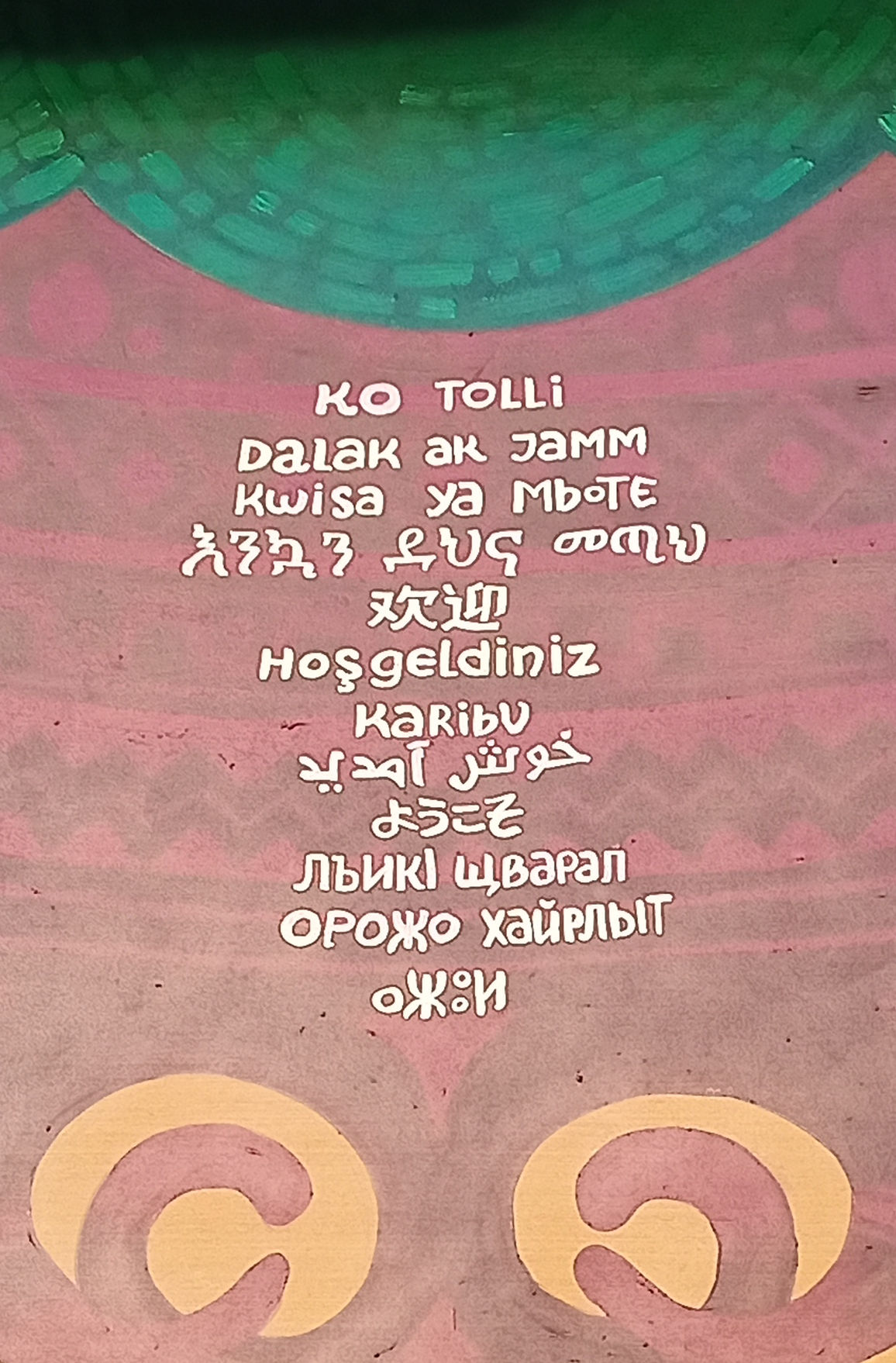
Bienvenue multilingue

Les termes glyphe, signe et caractère sont parfois utilisés pour se référer à un graphème. L'usage ordinaire varie entre les disciplines : on parle ainsi de signe cunéiforme, de glyphe maya et de caractères chinois. Les glyphes de la plupart des systèmes d'écriture sont faites de lignes (ou traits) et sont donc dites linéaires, mais il existe des glyphes dans des systèmes d'écriture non linéaires faits d'autres types de marques, comme le cunéiforme ou le braille.

### Systèmes d'écriture partiels et complets
Les systèmes d'écriture peuvent être considérés comme complets selon leur capacité à représenter tout ce qui peut être exprimé dans la langue orale, tandis qu'un système d'écriture partiel est limité dans ce qu'il peut transmettre.

### Systèmes d'écriture, langues et systèmes conceptuels
Les systèmes d'écritures peuvent être indépendants des langues. Il est ainsi possible d'avoir plusieurs systèmes d'écriture pour une langue, comme en hindi et en ourdou, mais aussi qu'un système d'écriture serve à plusieurs langues, comme l'écriture arabe. Les caractères chinois ont aussi été empruntés par plusieurs pays pour leurs premiers systèmes d'écriture, comme les premiers systèmes d'écriture du vietnamien jusqu'au début du XXe siècle.
Pour représenter un système conceptuel, on peut utiliser un ou plusieurs langages. Les mathématiques sont un système conceptuel qui peut utiliser la logique du premier ordre et un langage naturel (comme le français ou l'allemand) en même temps pour être représenté.

## Histoire

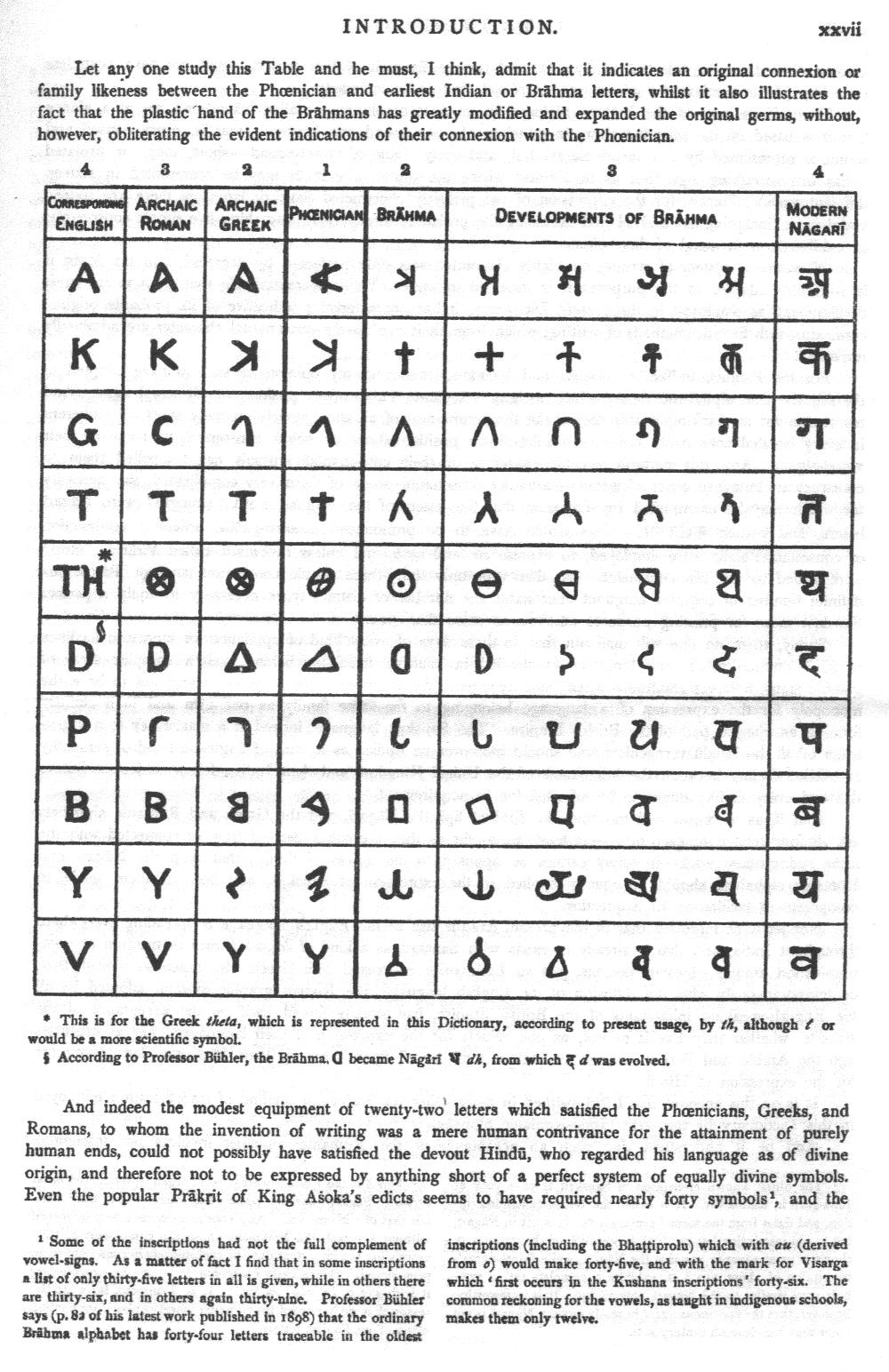
Table des caractères dans l'introduction au Sanskrit-English Dictionary de Monier Monier-Williams.

Les systèmes d'écritures ont été précédés par des proto-écritures, des systèmes de symboles idéographiques ou mnémoniques. Les exemples les plus connus sont :
- l'écriture jiahu gravée sur des carapaces de tortues à Jiahu, autour de 6600 av. J.-C. ;
- l'écriture vinča (tablettes de Tărtăria), autour de 5300 av. J.-C. ;
- la première écriture de l'Indus, autour de 3500 av. J.-C.;
- l'écriture du Nsibidi, au Ve siècle apr. J.-C.

L'invention des premiers systèmes d'écriture est à peu près contemporaine du début de l'Âge du bronze à la fin du Néolithique. L'écriture cunéiforme archaïque des Sumériens et les hiéroglyphes égyptiens sont généralement considérés comme étant les premiers systèmes d'écriture, ayant tous deux émergé de leurs systèmes de symboles ancestraux respectifs entre 3400 et 3200 av. J.-C., avec des premiers textes cohérents à partir de 2600 av. J.-C. Il est généralement admis que l'écriture sumérienne fut une invention indépendante ; cependant, on débat encore pour savoir si l'écriture égyptienne s'est développée de manière complètement indépendante de celle de Sumer ou si elle est un exemple de diffusion culturelle.
Un débat similaire existe pour l'écriture chinoise, qui s'est développée autour de 1200 av. J.-C. Il s'agit probablement d'une invention indépendante, parce que rien ne prouve qu'il y ait pu avoir un quelconque contact ente la Chine et les civilisations lettrées du Proche-Orient, et aussi à cause des différences entre les approches mésopotamienne et chinoise à la logographie et à la représentation phonétique.
Les systèmes d'écriture mésoaméricains (qui comprennent entre autres les écritures des Olmèques et des Mayas sont supposés avoir des origines indépendantes.
Un système d'écriture hiéroglyphique utilisé par les Micmacs, qui fut observé par les missionnaires des XVIIe siècle, XVIIIe siècle et XIXe siècle, est supposé s'être développé indépendamment. Cependant, il y a un débat pour savoir s'il y eut un système complètement formé ou juste une série de pictogrammes mnémoniques.
On pense que la première écriture alphabétique consonnantale est apparue avant 2000 av. J.-C., pour représenter le langage développé par les tribus sémites de la péninsule du Sinaï (voir Histoire de l'alphabet). La plupart des autres alphabets du monde aujourd'hui descendent de cette innovation, la plupart via l'alphabet phénicien ou furent directement inspirés par ce dernier.
Le premier véritable alphabet est l'alphabet grec qui représente les voyelles depuis 800 av. J.-C. L'alphabet latin, un descendant direct, est de loin le système d'écriture le plus utilisé dans le monde aujourd'hui.

## Classification fonctionnelle

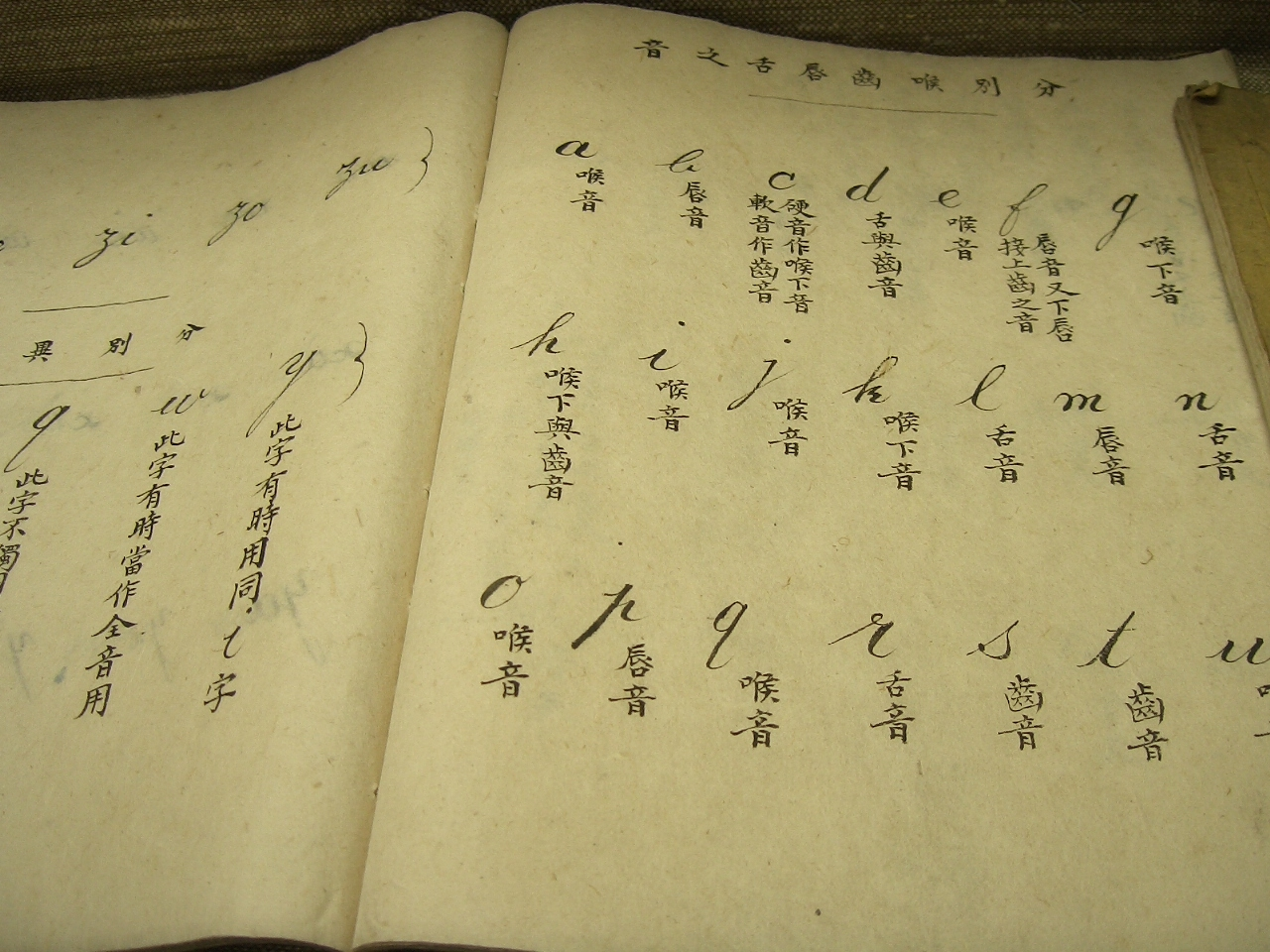
Ce cahier pour Puyi montre l'alphabet anglais. Bien que les lettres anglaises se suivent de gauche à droites, les explications chinoises vont de haut en bas puis de droite à gauche, selon la manière traditionnelle.

Plusieurs approches ont été suivies pour classifier les systèmes d'écriture, la plus basique étant une division en trois catégories : logographique, syllabique et alphabétique (ou segmentale) ; cependant, on peut retrouver les trois dans tous les systèmes d'écritures dans des proportions variées, rendant souvent difficile la catégorisation unique d'un système. Le terme système complexe est parfois utilisé pour décrire ceux dont le mélange rend la classification problématique. Les linguistes modernes considèrent de telles approches comme trop simplistes car ils considèrent souvent ces catégories comme incomparables, comme celle Diringer :
- écriture pictographique,
- écriture idéographique,
- écriture analytique transitionnelle,
- écriture phonétique,
- écriture alphabétique.

Hill sépare l'écriture en trois catégories majeures de l'analyse linguistique, l'une desquelles comprend les discours et n'est pas considéré comme étant de l'écriture à proprement parler :
- système de discours :
  - système de discours iconique (ex. amérindien),
  - système de discours conventionnel (ex. quipu) ;
- système d'écriture morphémique (ex. égyptien, sumérien, maya, chinois) ;
- système d'écriture phonémique :
  - système d'écriture phonémique partiel (égyptien, hébreu, arabe),
  - système d'écriture poly-phonémique (linéaire B, kana, cherokee)
  - système d'écriture mono-phonémique :
    - système d'écriture phonémique (grec ancien, vieil anglais)
    - système d'écriture morpho-phonémique (allemand, anglais moderne).

Sampson fait la distinction entre les systèmes sémasiographiques et glottographiques :
- sémasiographie, relatant des marquages visibles directement à un sens sans faire référence à une langue parlée en particulier
- glottographie, utilisant des marquages visibles pour représenter les formes d'une langue parlée
  - logographie, qui transcrivent graphiquement en logogrammes les unités minimales signifiantes de la chaîne parlée : les morphèmes. Les écritures chinoises, hiéroglyphiques ou cunéiformes appartiennent à ce groupe.
  - phonographies, qui transcrivent graphiquement en graphèmes les unités minimales distinctives (par segmentation des mots) de la chaîne parlée : les phonèmes. Les écritures alphabétiques et syllabiques appartiennent à ce groupe.

Les graphèmes fondamentaux d’une écriture peuvent être complétés par l’utilisation de diacritiques, de ligatures, de lettres supplémentaires, etc.
DeFrancis, critiquant l'introduction de Sampson à semasiographic writing et featural alphabets souligne l'importance de la qualité phonographique de l'écriture correcte :
- images
  - absence d'écriture
  - écriture
    - rébus
      - systèmes syllabiques
        - purement syllabiques (linéaire B, yi, kana, cherokee)
        - morpho-syllabiques (sumérien, chinois, maya)
        - cosonnantaux
          - morpho-consonnantaux (égyptien)
          - purement consonnantaux (phénicien)
          - alphabétiques
            - purement phonémiques (grec)
            - morpho-phonémiques (anglais)

Faber divise l'écriture en deux niveaux, la linéarité et le codage :
- logographique (chinois, ancien égyptien)
- phonographique
  - syllabiquement linéaire
    - syllabiquement codé (kana, akkadien)
    - segmentalement codé (hébreu, syriaque, Adaptations de l'alphabet arabe, éthiopien, amharique, devanagari)

  - segmentalement linéaire
    - complet (alphabet) (greco-latin, cyrillique)
    - défectueux (ougaritique, phénicien, araméen, langues sudarabiques anciennes, paléo-hébreu)

| Type              | Unité représentée par chaque symbole   | Exemples           |
| ----------------- | -------------------------------------- | ------------------ |
| Logographique     | morphème                               | Caractères chinois |
| Syllabique        | syllabe ou more                        | Kana japonais      |
| Alphabétique      | phonème (consonne ou voyelle)          | Alphabet latin     |
| Abugida           | phonème (appariement consonne+voyelle) | Devanagari indiens |
| Abjad             | phonème (consonne)                     | Alphabet arabe     |
| Alphabet à traits | trait phonétique                       | Hangul coréens     |

### Écritures logographiques ou apparentées

Ancien caractère chinois pour le soleil (ri), 1200 av. J.-C.

Caractère chinois moderne (ri) signifiant soleil ou jour.

Un logogramme est un unique caractère écrit qui représente un mot grammatical complet. La plupart des caractères chinois sont des logogrammes.
Étant donné que chaque caractère représente uniquement un mot (ou, plus exactement, un morphème), le système se doit d'avoir de nombreux logogrammes pour pouvoir écrire tous les mots du langage. Le grand nombre de logogrammes et la mémorisation de leur signification et de leur prononciation sont de grands inconvénients des systèmes logographiques par rapport aux systèmes alphabétiques. Cependant, comme le sens est inhérent au symbole, le même système logographique peut théoriquement être utilisé pour représenter différents langages. En pratique, la possibilité de communiquer sans barrière de langue ne marche que pour les variétés de chinois proches, car les différences de syntaxe réduisent la portabilité d'un système logographique donné à d'autres langues. Le japonais utilise les logogrammes chinois dans son système d'écriture, et la plupart des symboles ont un sens similaire, sinon le même. Cependant, les différences grammaticales entre le japonais et le chinois sont assez grandes pour qu'un long texte en chinois ne puisse être compris par un lecteur japonais n'ayant pas de connaissances basiques en grammaire chinoise, bien que des phrases courtes et concises telles que celles des panneaux indicateurs et des titres de journaux soient plus faciles à comprendre.
Alors que la plupart des langues n'utilisent pas principalement un système d'écriture logographique, de nombreux langages utilisent quelques logogrammes. Un bon exemple de logogrammes occidentaux modernes est celui des chiffres arabes : toute personne qui utilise ces symboles comprend ce que 1 signifie, qu'il l'appelle un, eins, uno, yi, ichi, ehad, ena ou jedan. D'autres logogrammes occidentaux sont aussi utilisés, tels que l'esperluette &, utilisée pour et, l'arobase (plus fréquente en anglais) pour dire à, le symbole pourcentage % et de nombreux signes pour les devises monétaires (€, £, $, ¥, etc.).
On appelle parfois les logogrammes idéogrammes, un mot qui se réfère aux symboles qui représentent graphiquement des idées abstraites, mais les linguistes évitent cet usage, étant donné que les caractères chinois sont souvent des paires sémantique-phonétique, des symboles qui incluent un élément qui représente la signification et un complément phonétique qui représente la prononciation. Certains non linguistes font la distinction entre la lexigraphie et l'idéographie, en disant que les symboles des lexigraphies représentent des mots et les symboles des idéographies représentent des mots ou des morphèmes.
Le système logographique le plus important aujourd'hui (et, dans un certain degré, le seul existant encore), est celui du chinois, dont les caractères ont été utilisés avec des degrés variés de modification dans des variétés de chinois, en japonais, coréen, vietnamien et d'autres langues d'Asie de l'Est. Les hiéroglyphes égyptiens et le système d'écriture maya sont aussi des systèmes comportant des traits logographiques, bien qu'ils possèdent aussi des traits phonétiques et ne soient plus en usage aujourd'hui. Les locuteurs vietnamiens sont passés à l'alphabet latin au XXe siècle et l'utilisation des caractères chinois en coréen est de plus en plus rare. Le système d'écriture japonais possède plusieurs formes distinctes d'écriture, dont une logographie.
- écriture chinoise (sinogramme, hanzi) : utilisés également par les Japonais qui les appellent kanji. Les Coréens les utilisent pour écrire les noms propres. Cette écriture n’est pas réellement idéographique, car à un signe ne correspond pas toujours une idée. Elle est monosyllabique en chinois.
- écriture ossécaille ;
- écriture tangoutes ;
- écriture égyptienne (hiéroglyphes, hiéroglyphes linéaires, écriture hiératique, écriture démotique) ;
- hiéroglyphes mayas ;
- hiéroglyphes hittites ;
- écritures cunéiformes (sumérien, akkadien).

### Écritures syllabiques

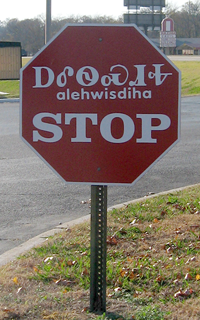
Panneau stop bilingue en anglais et en cherokee, dans son syllabaire, à Tahlequah (Oklahoma).

Un autre type de système d'écriture avec des symboles syllabiques linéaires, l'abugida, est également mentionné plus bas.
Alors que les systèmes d'écriture logographiques utilisent un unique symbole pour un mot complet, un syllabaire est un ensemble de symboles qui représentent (ou approximent) des syllabes, qui construisent des mots. Un symbole d'un syllabaire représente le plus souvent un son consonne suivi d'un son voyelle, ou juste une voyelle seule.
Dans un « vrai syllabaire », il n'y a pas de similarité graphique systématique entre des caractères phonétiquement proches (bien que certains aient une similarité graphique pour les voyelles). C'est-à-dire que les caractères pour /ke/, /ka/ et /ko/ par exemple n'ont pas de similarité indiquant leur son commun /k/ (consonne occlusive vélaire sourde). Des créations plus récentes telles que le syllabaire cri possèdent un système de signes variés, qui peut être mieux vu en arrangeant le syllabogramme en une table attaque-coda ou attaque-rime.
Les syllabaires sont plus adaptés aux langues possédant une structure syllabique relativement simple, telles que le japonais. L'anglais, lui, autorise des structures syllabiques complexes, comportant un inventaire relativement large de voyelles et des groupes consonantiques complexes, rendant difficile l'écriture des mots anglais avec un syllabaire. Pour ce faire, il faudrait un symbole séparé pour chaque syllabe de l'anglais mais, alors que le nombre de syllabes du japonais est d'environ cent, il y en a approximativement 15 000 à 16 000 en anglais.
Cependant, les syllabaires comportant de très grands inventaires existent. L'écriture yi, par exemple, contient 756 symboles différents (ou 1 164 si les symboles ayant une diacritique tonique particulière sont comptés comme des syllabes à part entière, comme pour Unicode). L'écriture chinoise, lorsqu'elle est utilisée pour écrire le chinois médiéval et les variétés de chinois modernes, représente aussi des syllabes, et inclut des glyphes séparées pour à peu près tous les milliers de syllabes du chinois médiéval ; cependant, vu qu'il représente d'abord des morphèmes et inclut différents caractères pour représenter des morphèmes homophones ayant différents sens, on le considère habituellement comme une écriture logographique plutôt qu'un syllabaire.
Parmi les autres langues utilisant de vrais syllabaires, on trouve le grec de Mycènes (linéaire B) et des langues indigènes des Amériques, telles que le cherokee. Plusieurs langues du Proche-Orient ancien utilisaient des formes de cunéiforme, qui est un syllabaire comportant plusieurs éléments non syllabiques.
- Linéaire B ;
- syllabaire inuktitut ;
- syllabaire cherokee ;
- syllabaires japonais (hiragana, katakana).
- Ditema tsa Dinoko ;

### Écritures alphabétiques
Un alphabet est un petit ensemble de lettres (symboles écrits de base), chacune d'elles représentant (ou ayant historiquement représenté) un phonème d'une langue parlée. Le mot alphabet vient de alpha et bêta, les deux premiers symboles de l'alphabet grec.
Le premier type d'alphabet à être développé fut l'abjad. Un abjad est un système d'écriture alphabétique comportant un symbole par consonne. Les abjad se différencient des autres alphabets en ceci qu'ils n'ont de caractères que pour les sons consonne et que les voyelles n'y sont habituellement pas mentionnées.
Tous les abjads connus (à l'exception possible du Tifinagh) appartiennent à la famille des écritures sémitiques et dérivent de l'alphabet protosinaïtique. Cela s'explique par le fait que les langues sémitiques et berbères ont une structure morphémique rendant la dénotation des voyelles redondante dans la plupart des cas.
Certains abjads, comme l'arabe et l'hébreu, ont des marques pour les voyelles. Cependant, elles ne sont utilisées qu'en des contextes particuliers, comme l'enseignement. De nombreuses écritures dérivées des abjads ont été augmentées de symboles pour les voyelles afin de devenir de véritables alphabets. Parmi ces derniers, l'exemple le plus célèbre est celui de l'alphabet grec, provenant de l'abjad phénicien. De tels phénomènes ont eu lieu principalement lorsque l'écriture a été adaptée dans des langues non sémitiques.
Le terme abjad a comme origine l'ancien ordre des consonnes dans l'alphabet arabe : 'alif, bā, jīm, dāl, bien que le mot puisse avoir des origines plus anciennes en phénicien ou en ougaritique. Abjad reste le mot utilisé en arabe et en indonésien.

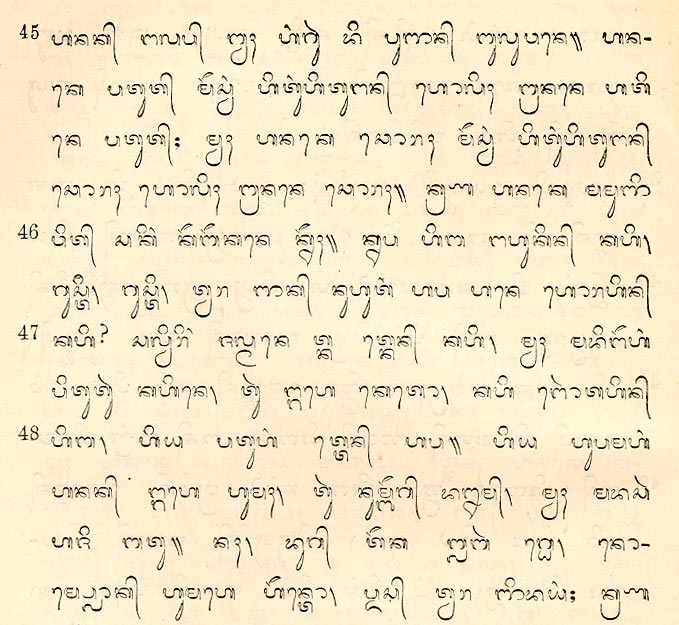
Une Bible imprimée dans l'écriture balinaise.

Un abugida est un système d'écriture alphabétique dont les signes de base, consonantiques, sont associés à une voyelle inhérente, laquelle peut être annulée ou modifiée par l'ajout d'un signe vocalique.
Ainsi, dans un abugida, il peut ou non y avoir un signe pour /k/ sans voyelle, mais aussi un pour /ka/ (si /a/ est la voyelle inhérente), et /ke/ s'écrit en modifiant le signe /ka/ de la même manière qu'un /la/ serait changé en /le/ dans le même système. Dans beaucoup d'abugida, la modification consiste en l'ajout d'un symbole voyelle, mais d'autres possibilités sont imaginables (et existent), telles que la rotation du signe original ou l'addition de marques diactriques.
La différence avec les « vrais syllabaires » est que ces derniers ont un symbole distinct par syllabes et que les signes pour chacune d'entre elles n'ont pas de similarité graphique systématique. La similarité graphique dans la plupart des abugidas vient du fait qu'ils dérivent d'abjads, et les consonnes deviennent les symboles munis de la voyelle inhérente et les nouveaux symboles vocaliques sont des marques ajoutées au symbole de base.
Dans l'écriture guèze, pour laquelle on a inventé le terme abugida, les modifications vocaliques ne semblent pas toujours systématiques, bien qu'elles l'étaient à l'origine. Les syllabaires des aborigènes canadiens peuvent être vus comme des abugidas[Selon qui ?], même s'ils sont rarement considérés comme tels. Le plus grand groupe d'abugida est la famille des écritures brahmiques, cependant, qui inclut presque toutes les écritures utilisées en Inde et en Asie du Sud-Est.
Le nom abugida vient des quatre premiers caractères de l'écriture guèze dans un ordre utilisé dans certains contextes. Il fut emprunté des langues éthiopiennes en tant que terme linguistique par Peter T. Daniels.

#### Liste d'alphabets
- Alphabet arabe
  - Alphabets adjamis
- Alphabet berbère (tifinagh)
- Alphabet mandé (n'ko)
- Alphabet coréen (hangeul)
- Alphabet hébraïque
- Alphabet éthiopien
- Alphabet arménien
- Alphabet géorgien
- Alphabets helléniques et dérivés
  - alphabet grec
  - alphabet latin
  - alphabet gotique
  - alphabet cyrillique
- Alphabets indiens
  - devanagari
  - bengali
  - gujarati
  - tamoul
  - télougou
  - gurmukhi
  - singhalais
- Alphabets brahmiques
  - khmer
  - laotien
  - thaï
  - tibétain
- Alphabets scandinaves (futhark).

### Systèmes à traits
Une écriture à traits représente des détails plus fins que ceux que montre un alphabet. Les symboles n'y représentent pas des phonèmes entiers mais plutôt les éléments (traits) qui font ces phonèmes, tels que leur voisement ou leur point d'articulation. Théoriquement, chaque trait pourrait être écrit avec une lettre séparée, et les abjads ou les abugidas, ou même les syllabaires, pourraient être des systèmes à traits, mais le seul système de cette sorte est le hangeul coréen. En hangeul, les symboles à traits se combinent pour former des lettres alphabétiques, et ces lettres sont à leur tour jointes en blocs alphabétiques, si bien que le système combine les trois niveaux de représentation phonologique.
De nombreux érudits comme John DeFrancis rejettent cette catégorie ou au moins le fait de considérer le hangeul comme tel. L'écriture coréenne est une invention consciente d'experts lettrés, que Daniels appelle un « grammatogénie sophistiqué ». Cette catégorie inclut les sténographies et les écritures construites des hobbyistes et des écrivains de fiction (comme les tengwar), la plupart possédant des designs graphiques avancés correspondant à des propriétés phonologiques (comme le voisement ou la palatisation). L'unité de base de ces systèmes d'écriture permet d'écrire tout des phonèmes aux mots. On a montré que même l'alphabet latin moderne a des traits et que ses lettres ne sont pas la plus petite unité d'analyse.

### Systèmes mixtes
La plupart des systèmes d'écriture ne font pas partie purement d'un seul type. Le système d'écriture français, par exemple, inclut des chiffres et d'autres logogrammes tels que #, $ et &. Comme mentionné plus haut, tous les systèmes logographiques ont aussi des composantes phonétiques, que ce soit selon les lignes d'un syllabaire, comme le chinois (logo-syllabique), ou celles d'un abjad, comme l'égyptien (logo-consonnantal).
Certaines écritures, cependant, sont vraiment ambiguës. Les semi-syllabaires de l'Espagne ancienne étaient syllabiques pour les occlusives telles que p, t, k, mais alphabétiques pour les autres consonnes. Dans certaines versions, les voyelles sont écrites de manière redondante après les lettres syllabiques, se conformant ainsi à une orthographe alphabétique. Le cunéiforme du perse antique était similaire. Sur vingt-trois consonnes (incluant ø), sept étaient entièrement syllabiques, treize purement alphabétiques et pour les trois autres, il y avait une lettre pour /Cu/ et une autre pour à la fois /Ca/ et /Ci/. Cependant, toutes les voyelles étaient écrites sans faire attention ; comme dans les abugidas brahmiques, la lettre pour /Ca/ était utilisé comme simple consonne.
L'écriture phonétique zhuyin pour le chinois divise les syllabes en deux ou trois, mais plutôt attaque, médiale et rime que consonne et voyelle. Le pahawh hmong est similaire mais peut être considéré comme divisant les syllabes soit en attaque-rime, soit en consonne-voyelle (tous les groupes de consonnes et diphtongues sont écrits avec des lettres uniques) ; comme ce dernier, il est équivalent à un abugida où les rôles de consonnes et de voyelles sont cependant inversés. D'autres écritures sont intermédiaires entre les catégories alphabétique, abjadique et alpha-syllabique, il y a donc beaucoup de désaccords concernant leur classification.

## Classifications graphiques
Peut-être que la première distinction graphique faite dans les classifications est celle de la linéarité. Les systèmes d'écriture linéaire sont ceux dans lesquels les caractères sont composés de lignes, comme l'alphabet latin et les caractères chinois. Ces derniers sont considérés comme linéaires qu'ils soient écrits avec un stylo à bille ou avec une brosse calligraphique, ou gravés dans le bronze. De la même façon, les hiéroglyphes égyptiens et les glyphes maya étaient souvent peintes dans une forme linéaire, mais dans les contextes formels ils étaient gravés en bas-relief. Les premiers exemples d'écriture sont linéaires : l'écriture sumérienne était linéaire bien que ses descendants cunéiformes ne l'étaient pas. Des systèmes non linéaires, d'autre part, comme le braille, ne sont pas composés de lignes, quel que soit l'instrument utilisé pour les écrire.
Le cunéiforme est probablement le premier système d'écriture non linéaire. Ses glyphes étaient formées par la pression du bout d'un stylet de roseau dans de l'argile, et non par le tracé de lignes dans cette argile avec le stylet comme ce qui avait été fait précédemment. Le résultat est une transformation radicale de l'aspect de l'écriture.
Le braille est une adaptation non linéaire de l'alphabet latin ayant complètement abandonnée les formes latines. Les lettres sont composées de petites boules en relief sur le support d'écriture, qui peut être du cuir (le matériau d'origine de Louis Braille), du papier rigide, du plastique ou du métal.
Il existe aussi des adaptations non linéaires de l'alphabet latin passagères, comme le morse, les alphabets manuels de langues des signes et les sémaphores, dans lesquelles les drapeaux ou barres sont positionnés à différents angles (tours Chappe). Cependant, si l'écriture est définie comme un moyen potentiellement permanent de fixer l'information, alors ces systèmes ne se qualifient pas du tout comme de l'écriture, car les symboles disparaissent sitôt qu'ils sont utilisés.

## Classification directionnelle

Écritures du monde par sens d'écriture.

Les systèmes d'écriture sont aussi caractérisés par la direction dans laquelle ils sont écrits. Les hiéroglyphes égyptiens s'écrivaient soit de gauche à droite (sens horizontal dextroverse), soit de droite à gauche (sens horizontal sinistroverse), et les glyphes représentant des animaux ou des humains se tournaient pour faire face au début de la ligne. Les premiers alphabets pouvaient s'écrire dans des directions multiples : horizontalement (d'un côté à l'autre) ou verticalement (du haut vers le bas ou du bas vers le haut). Avant la standardisation, l'écriture alphabétique se faisait à la fois de gauche à droite et de droite à gauche. On écrivait le plus souvent en boustrophédon : en démarrant dans une direction (horizontale) puis en tournant à la fin dans la ligne pour repartir à la ligne suivante dans la direction opposée.
L'alphabet grec et ses successeurs se sont arrêtés sur un modèle dextroverse allant du haut vers le bas. D'autres systèmes, tels que l'arabe et l'hébreu en sont venus à s'écrire de droite à gauche. Les écritures incorporant les caractères chinois s'écrivent traditionnellement à la verticale, de haut en bas, puis de droite à gauche, mais de nos jours on les écrit fréquemment de gauche à droite puis de haut en bas, cela étant dû à la fois à l'influence occidentale, à un besoin croissant de s’accommoder à l'écriture latine et aux limitations techniques des formats de documents informatiques populaires. Quelquefois, les caractères chinois, particulièrement lorsqu'ils ont une signification ancienne ou traditionnelle, peuvent aussi s'écrire de droite à gauche. L'alphabet ouïghour et ses descendants sont uniques en ceci que ses caractères s'écrivent de haut en bas puis de gauche à droite ; cette direction trouve son origine dans une direction sémitique ancestrale en tournant la page de 90° dans le sens anti-horaire pour se conformer à l'apparence de l'écriture verticale chinoise. Plusieurs écritures utilisées dans les Philippines et en Indonésie, telles que le hanunó'o (en), s'écrivent traditionnellement avec les lignes s'éloignant du scripteur, de bas en haut, mais sont lues horizontalement de gauche à droite alors que l'ogham s'écrit de bas en haut et se lit verticalement, ordinairement sur le coin d'une pierre.
- Sens horizontal dextroverse (de gauche à droite) : c'est le cas de la majorité des systèmes d'écriture, en particulier les écritures latines et grecques.

- Sens horizontal sinistroverse (de droite à gauche) : c'est le sens des écritures arabe et hébreu en particulier.

- Sens vertical de haut en bas :
  - Dextroverse (de gauche à droite) : le mandchou et écriture mongole traditionnelle utilisent encore ce système.
  - Sinistroverse (de droite à gauche) : historiquement, le chinois, le coréen et le japonais s'écrivaient de cette façon, qui perdure encore en particulier à Taïwan et Hong Kong mais a pratiquement disparu ailleurs au profit de la direction de l'écriture latine.

- Sens vertical de bas en haut :
  - Dextroverse (de gauche à droite) : c'est le cas des écritures batak, hanuno'o et tagbanwa.
  - Sinistroverse (de droite à gauche) : le tifinagh utilisé pour les langues berbères est l'un des rares exemples de cette direction d'écriture avec l'écriture oghamique[12].

- Sens alterné : on qualifie de boustrophédon le tracé d'un système d'écriture qui change alternativement de sens ligne après ligne, à la manière du bœuf marquant les sillons dans les champs, de droite à gauche puis de gauche à droite. L'étrusque, le guèze et le grec se sont écrits de cette façon au cours de l'histoire. Bien que le rongo-rongo, écriture de l'Île de Pâques, n'ait toujours pas été déchiffré, on sait qu'il s'écrivait en boustrophédon inversé : les signes sont alignés en longues séquences, une ligne à l'endroit, une ligne à l'envers, il fallait donc les lire de gauche à droite en partant de la ligne inférieure de chaque tablette et retourner le support à chaque nouvelle ligne.

- Sens variable : les hiéroglyphes égyptiens s'écrivaient horizontalement de droite à gauche ou de gauche à droite ou encore verticalement de haut en bas. Leur arrangement était en partie déterminé par des considérations esthétiques. Lorsqu'ils étaient écrits horizontalement, la direction d'un bloc de hiéroglyphes pouvait être déterminée par la position des animaux ou êtres humains représentés car ces derniers regardent le début de la ligne. L'écriture maya se lit aussi de différentes façons.